# Grande Trek

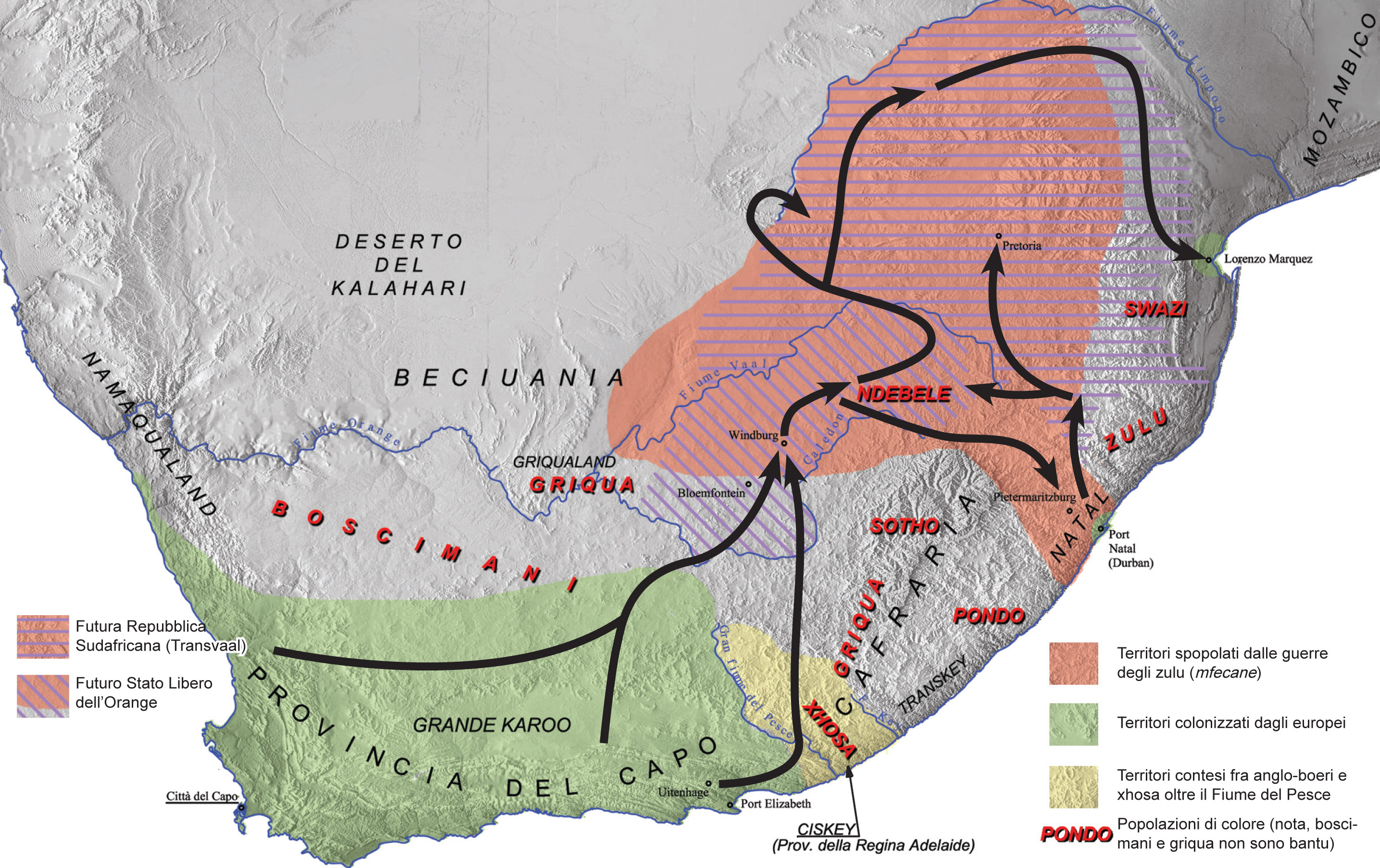
Mappa raffigurante le migrazioni dei boeri dalla Provincia del Capo.

Il Grande Trek (in lingua afrikaans: Die Groot Trek, IPA: [di ˌχruət ˈtrɛk]; in lingua olandese: De Grote Trek, IPA: [də ˌɣroːtə ˈtrɛk]; in lingua italiana: la grande marcia) fu la migrazione verso est e nord-est che intrapresero i Boeri (termine che significa contadino in afrikaans) per sfuggire al sempre più crescente controllo dei britannici sulla Colonia del Capo, durante gli anni tra il 1830 e il 1850. I migranti discendevano da famiglie di coloni dell'Europa occidentale già da tempo residenti nel territorio del Capo, la maggior parte di discendenza olandese, tedesca o francese (molti erano di origini ugonotte).
Il Groot Trek fu un grande e importante avvenimento, che portò alla costituzione di diverse repubbliche boere: tra queste la Repubblica di Natalia, lo Stellaland, lo Stato Libero dell'Orange e il Transvaal. Altre repubbliche minori (come il Klein Vrystaat, la Repubblica di Utrecht, la Repubblica di Lyndenburg e la Repubblica di Swellendam) furono fondate durante l'avanzata e lo stanziamento dei migranti in diverse zone del Sudafrica centrale e  orientale, ma finirono tuttavia per confluire in una delle quattro grandi repubbliche, oppure furono conquistate dagli inglesi e incorporate nella colonia del Capo.

la bandiera comune dei migranti Voortrekkers

## Storia
I primi coloni che arrivarono nel 1652, per preparare "una stazione per l'approvvigionamento delle navi", sotto il comando della Compagnia Olandese delle Indie Orientali, erano di origine olandese. I Voortrekker erano composti da due gruppi provenienti dalla frontiera orientale dell'allora Colonia del Capo: i pastori semi-nomadi detti Trekboers e i contadini e artigiani detti Grensboere. Questi due gruppi insieme furono più tardi chiamati con il nome di Voortrekkers Pioneers. Per quanto riguarda i coloni che vivevano nella regione occidentale del Capo, conosciuti come i Cape Dutch, solo un piccolo numero prese parte alla migrazione.
Più tardi, dopo molti altri coloni di origine tedesca e la revoca dell'Editto di Nantes nel 1685, vennero a stabilirsi qui anche molti rifugiati ugonotti francesi. Entro il 1800 il numero totale dei coloni nella Città del Capo era più o meno di 40.000 persone. La comunità era governata dal Comitato dei Diciassette in Amsterdam, il quale dirigeva il vasto impero della Compagnia delle Indie. Durante le Guerre Napoleoniche la colonia passò sotto il controllo del Regno Unito, status che venne poi formalmente ratificato dal Congresso di Vienna del 1815.
Gli storici hanno stabilito che furono diverse le cause dell'immigrazione di circa 12.000 Voortrekker verso le future regioni del Natal, Stato Libero dell'Orange e Traansval. La causa principale era lo scontento verso il governo britannico nella regione del Capo; le sue direttive di anglificazione, le leggi restrittive sulla schiavitù e la sua successiva abolizione (1833), le preoccupazioni per gli eventuali rimborsi verso gli ex proprietari di schiavi e la percepita indifferenza delle autorità britanniche verso il conflitto in corso nel confine orientale della Colonia del Capo. Molte fonti contemporanee sono in contrasto sul fatto che Il Grande Trek sia stato causato dall'articolo 50 (1828), il quale garantiva diritti uguali a tutte le persone libere di colore, e la proibizione del trattamento disumano dei lavoratori spronati dalla migrazione Boera, comunque alcuni studiosi sono in contrasto sul fatto che la maggioranza dei Trekboer non possedeva nessuno schiavo, mentre al contrario i più influenti Cape Dutch, nel versante occidentale della regione del Capo, da cui non migrarono, possedevano schiavi.
Le tre repubbliche fondate dai Voortrekker proibirono la schiavitù ma inserirono nella loro costituzione leggi per la separazione razziale. Altri possibili fattori includevano il desiderio di scappare dalle implacabili guerre di confine contro gli indigeni Xhosa lungo il confine orientale della colonia del Capo. I migranti cercavano anche terra da coltivare visto che la terra fertile e atta alla coltivazione stava cominciando a scarseggiare entro i confini della colonia. Il Grande Trek era un risultato anche della pressione dovuta all'aumento della popolazione, visto che l'emigrazione dei Boertrekker si era fermata per circa 3 decenni, anche se alcuni di essi emigrarono comunque verso est, oltre il fiume Orange, prima del Grande Trek.

## Il conflitto in Natal
Durante il Grande Trek i Voortrekkers impegnarono in un conflitto gli aborigeni Zulu, abitanti nel Natal, ma originari delle zone settentrionali dell'odierno Zimbabwe. Gli Zulu lanciarono un'ostilità su larga scala dopo che Piet Retief, capo dei trekkers, e la sua delegazione, furono massacrati mentre erano ospiti del capo Zulu, Dingane kaSenzangakhona, il 6 febbraio 1838. Sussistono varie interpretazioni su quanto sia realmente accaduto dato che l'unica fonte rimasta è un resoconto della testimonianza oculare del missionario Francis Owen. La richiesta di terreni, messa per iscritto da Retief, includeva velate minacce contro gli Zulu in quanto
si riferiva alle vittorie vantate dai Voortrekker su alcuni gruppi indigeni incontrati lungo il loro cammino. La richiesta dei Voortrekker per un contratto di terreno che garantiva la proprietà privata era incompatibile con la contemporanea cultura orale degli Zulu che imponeva che il capo tribù poteva solo temporaneamente disporre di terreni, visto che questi erano di proprietà della collettività.
Molte versioni concordano su una ricostruzione dei fatti secondo cui alcune delle autorità di Dingane si spinsero in alcune zone in cui i coloni Boeri volevano sistemarsi. Come prerequisito per la concessione del terreno ai Voortrekker, Dingane chiedeva aiuto per ottenere la restituizione di alcuni capi di bestiame rubati da Sekonyela, un capo tribù rivale. Dopo che i Boeri restituirono il bestiame rubato, Dingane invitò Retief nella sua residenza per concludere il trattato della concessione dei terreni, non si sa se avendo pianificato il massacro in anticipo o se avendo preso la decisione dopo l'arrivo degli uomini di Retief. Molto probabilmente una parata a cavallo è stata la causa ad innescare e a provare il massacro. Dingane diede l'ordine ai suoi uomini di "Bulalani abathakathi!" (lingua zulu per: "Ammazzate gli stregoni") dimostrando che gli Zulu credevano che i Boeri emanassero poteri magici. Immediatamente dopo avere ucciso Piet Retief e la sua delegazione, i battaglioni Zulu (detti anche impi), attaccarono gli accampamenti boeri alle pendici delle montagne del Drakensberg nelle zone che più tardi furono chiamate Blaauwkrans e Weenen. A differenza di quanto avvenuto nei precedenti conflitti con gli aborigeni Xhosa nel confine orientale del Capo, gli Zulu, oltre ai soldati boeri, uccisero anche le donne e i bambini boeri, spazzando via metà del contingente dei Voortrekker nel Natal.
Nel 6 aprile del 1838 i Voortrekker risposero con una spedizione punitiva di 347 soldati contro gli Zulu (conosciuta come il Flight Commando), aiutata dai rinforzi arrivati dall'appena costituito Orange Free State, venendo però ampiamente sconfitti da 7.000 guerrieri zulu nella battaglia di Italeni, a sud-ovest di Umgungundlovu. La ben conosciuta riluttanza dei leader afrikaner di sottomettersi all'autorità di un altro leader fu una delle cause degli insuccessi nelle guerre anglo-boere.

## La battaglia di Blood River
Il 16 dicembre 1838 una forza di 470 uomini al comando di Andries Pretorius, si mise a confronto con una forza di 12.000 guerrieri Zulu in una serie di postazioni fisse. Si presume che tra i Boeri ci furono 3 feriti e nessun morto, mentre il sangue di 3.000 guerrieri Zulu morti tinse di rosso le acque del fiume vicino al campo di battaglia così che questa battaglia venne ricordata con il nome di battaglia del fiume rosso (Battle of the Red River).
I fucili dei boeri furono di grande aiuto contro l'armamento tradizionale dei guerrieri Zulu che consisteva in corte lance da taglio, bastoni da combattimento e scudi costruiti con la pelle del bestiame che loro allevavano. I boeri dissero che avevano vinto perché avevano fatto un giuramento al Signore e che, se avessero vinto i loro successori avrebbero commemorato il giorno della vittoria come lo stesso equivalente a un giorno di Sabbath. Così il 16 dicembre fu celebrato dai boeri come un giorno di festa pubblica, dapprima chiamato il "Dingane Day", o "La Giornata di Dingane", più tardi cambiato con il nome di Giornata del Giuramento, (Day of the Vow). È ancora oggi una giornata di festa nazionale, mantenuta dal governo ANC post-apartheid per favorire la riconciliazione tra tutti gli abitanti del Sudafrica, e per questo rinominata Giorno della Riconciliazione, (Day of Reconciliation). Tra la popolazione di origine boera viene usato ancora il nome precedente di Giornata del Giuramento.
Dopo la sconfitta dell'esercito Zulu ed il recupero del trattato tra Dingane e Retief, i Voortrekkers proclamarono la nascita della nuova Repubblica di Natalia Quest'ultimo Stato Boero fu annesso dalle forze britanniche nel 1843. Per via del ritorno del regno britannico anche nella nuova costituita Repubblica di Natalia, l'obiettivo del Grande Trek si spostò dalle terre occupate del Natal, alle terre dell'alto veld del Transvaal e dello Stato Libero dell'Orange, oltre le montagne del Drakensberg le quali non erano state ancora occupate per via della devastazione di Mfecane, e a est e a ovest di queste montagne.

## Le conseguenze storiche
Conseguenze a lungo termine della marcia e della fondazione delle repubbliche furono le Guerre Boere, combattute nella seconda metà dell'Ottocento (l'ultima si concluse a inizio Novecento) tra gli imperialisti britannici e gli stati boeri di Transvaal e Oranje, e dovute al fatto che i britannici non vedevano affatto di buon occhio una cintura di stati indipendenti ai confini delle loro colonie (all'epoca in forte espansione nell'interno, grazie alle recenti esplorazioni di Rhodes e Livingstone).
Dopo le guerre le repubbliche vennero annesse alla colonia del Sudafrica, e i boeri si sparpagliarono dai territori delle loro ex repubbliche in tutto il paese. Conseguenza ultima della catena di eventi innescatasi con il Grande Trek e culminata con la diaspora boera in tutto il paese (ma anche nelle vicine Namibia, Rhodesia e Mozambico) dopo l'annessione britannica, fu l'istituzione del regime dell'apartheid.